# Michele Pantaleone
Michele Pantaleone (Villalba, 30 novembre 1911 – Palermo, 12 febbraio 2002) è stato un saggista, giornalista, politico e sociologo italiano.
Era esperto sulle dinamiche di Cosa nostra nella Sicilia a cavallo della seconda guerra mondiale e del decennio successivo. Tra le sue opere più note i libri, Mafia e politica e Antimafia: occasione mancata, testi di grande importanza per avere una chiara definizione di cosa è la mafia.

## Biografia
Pantaleone visse nel suo paese Villalba, piccolo comune nel cuore poverissimo della Sicilia, i cui abitanti malpagati vivevano di stenti, lavorando le terre dei latifondisti locali protetti dalla Mafia, che in quel paese aveva il volto di Calogero Vizzini, detto don Calò. Nel piccolo centro nisseno Pantaleone fu segretario della sezione del Partito Socialista Italiano, che contribuì ad organizzare alla caduta del fascismo, attaccando pubblicamente Vizzini e gli altri mafiosi, sebbene alcuni lo indicarono come primo vicesindaco di Vizzini dopo l'arrivo degli alleati, tesi smentita dal nipote.
Il 16 settembre 1944 Pantaleone subì un attentato messo in atto dagli uomini di Vizzini con il lancio di alcune bombe durante un comizio tenuto a Villalba dall'esponente comunista Girolamo Li Causi, che rimase pure ferito. Pantaleone partecipò attivamente al "Movimento contadino siciliano" e dal 1947 al 1951 fu deputato all'Assemblea Regionale Siciliana per il Blocco del Popolo (che univa all'epoca il Partito Socialista Italiano ed il PCI) nel collegio di Caltanissetta .
Con la pubblicazione di Mafia e politica nel 1962, inizia la coraggiosa battaglia civile di Pantaleone contro la mafia; la sua opera rappresenta la prima ed esauriente analisi del fenomeno e delle sue cause storiche e sociologiche. Nel libro viene formulata per la prima volta la tesi secondo cui lo sbarco degli alleati nel 1943 in Sicilia sia avvenuto grazie a un'alleanza con la mafia americana e siciliana. Una tesi questa che diventerà popolare e tuttavia smentita da altri storici.
Successivamente Pantaleone estese le sue ricerche pubblicando altri due volumi: Mafia e droga nel 1966 e Antimafia: occasione mancata nel 1969, anch'essi a cura della casa editrice Einaudi.
Entrato in polemica con il suo partito, il PSI, fu poi rieletto deputato all'ARS dal 1967 al 1971, come indipendente nelle liste del PCI.
I meriti di Michele Pantaleone sono quelli di avere sottoposto coraggiosamente all'attenzione dell'opinione pubblica nazionale l'importanza del fenomeno mafioso.
Scrisse 14 libri, 11 opuscoli, più di 5000 articoli (La Stampa, L'Ora, Avanti!, Corriere della Sera, La Voce Comunista, La Voce Socialista, L'Astrolabio, L'Europeo, L'Espresso, I Siciliani, L'Obiettivo…); tenne inoltre 965 conferenze (la maggior parte nelle scuole). Curò 9 prefazioni ad altri libri, e diverse recensioni ad artisti di vario genere e natura.
Dal libro "Il sasso in bocca" fu tratto, con la regia di Giuseppe Ferrara, un film-documentario sulla Mafia, con lo stesso titolo, uscito nel 1970.
Subì 39 querele per diffamazione a mezzo stampa, 3 denunce per occupazione di terre, 1 denuncia per occupazione di miniera, imputato e processato per calunnia, indiziato di truffa allo Stato. Per 13 volte ha ribaltato le querele provando, con documenti alla mano, la verità. In una di queste, querelato con l'editore Giulio Einaudi, ha fatto dichiarare, per la prima volta nella storia, un politico, ex ministro della Repubblica (Giovanni Gioia), “mafioso” in un'aula di tribunale. Imputato davanti ai tribunali di: Torino (67 udienze), Milano (46 udienze), Roma (3 processi, 78 udienze), Palermo (5 processi, 83 udienze), Caltanissetta (4 processi, 31 udienze) mai condannato provando per 13 volte la verità. Ebbe soltanto una condanna post mortem, al pagamento delle spese, per aver fatto affiggere vent'anni prima un volantino che, secondo l'accusa, avrebbe danneggiato l'ex sindaco di Villalba alle elezioni comunali.
Ha osservato lo storico Rosario Mangiameli, «nonostante la visione fantasiosa e semplicistica della rinascita della mafia nel secondo dopoguerra, Pantaleone ha dei meriti. Soprattutto quello di avere sottoposto all'attenzione dell'opinione pubblica nazionale, l'importanza del fenomeno mafioso».
Morì isolato senza più una referenza politica, scrivendo gli ultimi articoli per il quindicinale "L'Obiettivo" di Castelbuono.

## Opere
- I casi di Villalba ovvero del malcostume amministrativo del paternalismo e delle complicità. Un Grosso scandalo che va oltre i confini di un piccolo paese, Palermo, Priulla, 1957.
- Alcuni aspetti dell'economia agricola siciliana, Palermo, La cartografica, 1960.
- Mafia e politica. 1943-1962, Torino, Einaudi, 1962; 1978.
- Mafia e droga, Torino, Einaudi, 1966.
- Antimafia: occasione mancata, Torino, Einaudi, 1969.
- Il sasso in bocca. Mafia e Cosa nostra, Bologna, Cappelli, 1970.
- L'industria del potere, Bologna, Cappelli, 1972.
- La mafia oggi, in La mafia, Catania, LiTES, 1972.
- L'antimafia in tribunale, Napoli, Centro editoriale del Mezzogiorno, 1976.
- Un processo a Palermo, Palermo, Misuraca, 1979.
- A cavallo della tigre, Palermo, Flaccovio, 1984.
- Il sonno e la ragione. Cultura, editoria ed informazione in Sicilia oggi, con Giuseppe Zagarrio, Nino Recupero, Giancarlo Lo Curzio e Graziella Priulla, Pozzallo, Culturanuova, 1984.
- Mafia: pentiti?, Bologna, Cappelli, 1985.
- Mafia e antimafia, Napoli, Pironti, 1992. ISBN 88-7937-038-3.
- Omertà di stato. Da Salvatore Giuliano a Totò Riina, Napoli, Pironti, 1993. ISBN 88-7937-084-7.

### Prefazioni
- Claire Sterling, Cosa non solo nostra. La rete mondiale della mafia siciliana, Milano, Mondadori, 1990. ISBN 88-04-33206-9.

## Filmografia

### Attore
- Il sasso in bocca (1970), regia di Giuseppe Ferrara, nel ruolo del barone Lucio Tasca.
- Il caso Mattei (1972), regia di Francesco Rosi, nel ruolo di se stesso.

### Sceneggiatore
- Il sasso in bocca (1970), regia di Giuseppe Ferrara.

## Riconoscimenti
- Nel 1969 vinse il premio Brancati con Antimafia, occasione mancata.[9].
- Nel 1973 ricevette un premio speciale nell'ambito del Premio Sila per Il sasso in bocca, Mafia e cosa nostra e L'industria del potere nel regno della mafia.[10]